# Sør-Odal
Sør-Odal est une commune norvégienne située dans le comté d'Innlandet, dont le centre administratif est Skarnes.

## Géographie
La commune s'étend sur 517 km2 dans le sud-est du comté et est traversée par le Glomma.